# Антигенпрезентирующие клетки

Взаимодействие Т-клеток с презентированным антигеном стимулирует их превращение в CD8^{+} цитотоксические Т-клетки или CD4^{+} Т-хелперы

Антигенпрезенти́рующие клетки (АПК, англ. antigen-presenting cell, APC) — клетки, которые экспонируют (презентируют) чужеродный антиген в комплексе с молекулами главного комплекса гистосовместимости (англ. MHC) на своей поверхности. T-клетки могут распознавать такие комплексы при помощи Т-клеточных рецепторов. Обычно перед экспонированием антигена антигенпрезентирующие клетки осуществляют его процессинг, включающий фрагментацию и другие превращения. В роли антигенпрезентирующих клеток выступают макрофаги, B-клетки и дендритные клетки.

## Типы
Антигенпрезентирующие клетки делят на два типа: профессиональные и непрофессиональные. Клетки, экспрессирующие MHC II класса, костимулирующие молекулы и рецепторы опознавания паттерна, относятся к профессиональным антигенпрезентирующим клеткам. Непрофессиональные антигенпрезентирующие клетки экспрессируют только MHC I класса, а профессиональные — MHC обоих классов.
Профессиональные антигенпрезентирующие клетки специализируются на представлении антигенов T-клеткам. Они очень эффективно поглощают антиген (по пути фагоцитоза, как макрофаги, или рецептор-опосредованного эндоцитоза, как B-клетки), разрезают его на пептидные фрагменты и затем экспонируют их на поверхности в составе комплекса с MHC-II. Комплекс MHC-II-антиген на мембране антигенпрезентирующей клетки распознаётся T-клетками с помощью T-клеточных рецепторов. Далее под действием дополнительного костимулирующего сигнала от АПК T-клетка активируется. Экспрессия костимулирующих молекул и MHC II класса — отличительная черта профессиональных антигенпрезентирующих клеток. Все профессиональные АПК, кроме того, также экспрессируют MHC I класса.
К числу профессиональных АПК относятся дендритные клетки, макрофаги и B-клетки. Дендритные клетки презентируют широкий спектр антигенов как T-хелперам, так и T-киллерам. Дендритные клетки также способны к кросс-презентации, в ходе которой они представляют антиген в комплексе с MHC I класса T-киллерам, приводя к их активации. Дендритные клетки также задействованы в механизмах периферической толерантности, предотвращающей возникновение аутоиммунных заболеваний.
До встречи с антигеном дендритные клетки экспрессируют MHC II класса и костимулирующие молекулы на очень низком уровне. После того, как рецепторы распознавания паттернов на поверхности дендритной клетки распознают патоген-ассоциированный молекулярный паттерн, антиген подвергается фагоцитозу и дендритная клетка активируется, после чего экспрессия MHC II класса повышается. Также повышается экспрессия некоторых костимулирующих молекул, таких как CD40 и B7, взаимодействующий с CD28 на поверхности CD4+ T-клеток. После этого дендритная клетка становится полностью зрелой профессиональной АПК. Она перемещается из тканей в лимфатические узлы, где встречается с T-клетками и активирует их.
Макрофаги могут быть активированы интерфероном γ, который выделяют T-клетки. После активации макрофаги начинают экспрессировать MHC II класса и костимулирующие молекулы, в том числе комплекс B7, и представлять фагоцитированные антигены T-хелперам. Активация может помочь инфицированным макрофагам в борьбе с поглощёнными патогенами. Макрофаги происходят от моноцитов, циркулирующих в крови, и превращаются в зрелые макрофаги после перемещения в очаг инфекции, где они активно фагоцитируют патогенные клетки.
B-клетки могут поглощать антиген, связавшийся с B-клеточным рецептором, и затем представлять его T-хелперам. В отличие от T-клеток, B-клетки могут распознавать растворимые антигены с помощью специфичных к ним B-клеточных рецепторов. Они могут поглотить и процессировать связанный антиген, а затем представить его T-клеткам. Когда T-клетка с подходящим T-клеточным рецептором распознаёт комплекс MHC-II-антиген на поверхности B-клетки, маркер B-клеток CD40 связывается с молекулой CD154 на поверхности T-клетки. Под действием активирующих сигналов от T-клеток B-клетки могут осуществлять переключение классов антител и формировать B-клетки памяти.
Непрофессиональными АПК могут выступать все клетки организма, имеющие ядро. Они могут экспонировать эндогенные пептиды на своей поверхности с помощью молекулы MHC I класса и микроглобулина β-2. В отличие от пептидов чужеродного происхождения, которые экспонируют профессиональные АПК, непрофессиональные ЭПК экспонируют пептиды клеточного происхождения. T-киллеры могут распознавать эндогенные антигены в комплексе с MHC I класса. Как правило, непрофессиональные АПК не экспрессируют MHC II класса, хотя презентация антигенов в комплексе с MHC II класса не ограничена только профессиональными АПК. Другие лейкоциты, такие как нейтрофилы и тучные клетки, относящиеся к гранулоцитам, а также эпителиальные и эндотелиальные клетки при некоторых условиях могут экспонировать антигены в комплексе с MHC II класса. Однако убедительных доказательств того, что они могут активировать наивные CD4+ T-клетки, нет.

## Функции
T-клетки должны быть активированы, чтобы делиться и выполнять свои функции. Активация T-клетки происходит в результате её взаимодействия посредством T-клеточного рецептора с комплексом MHC II класса и антигена, экспонированным на поверхности профессиональной антигенпрезентирующей клетки. Чаще всего в активации T-клеток принимают участие дендритные клетки. На свободные антигены T-клетки не реагируют. T-хелперы могут распознавать экзогенные антигены, презентированные в комплексе с MHC II класса. T-киллеры могут также распознавать эндогенные пептиды, выставленные непрофессиональными АПК в комплексе с MHC I класса. АПК могут также представлять эндогенные и экзогенные антигены липидной природы T-клеткам и натуральным киллерам с помощью белков семейства CD1, которые структурно близки к MHC I класса.
После поглощения антигена дендритные клетки мигрируют в лимфатические сосуды, с помощью которых попадают в лимфатические узлы, в которых они взаимодействуют с T-клетками. В ходе миграции дендритные клетки претерпевают созревание: они утрачивают способность к поглощению других антигенов, у них изменяется экспрессия MHC и костимулирующих молекул, усиливается продукция цитокинов. Поглощённый антиген процессируется на более мелкие пептиды, содержащие эпитопы, которые и представляются T-клеткам. B-клетки, в отличие от дендритных клеток, находятся в лимфатических узлах с самого начала, в которых взаимодействуют с активированными T-клетками. Когда дендритная клетка взаимодействует с уже активированным T-хелпером, она может стать «лицензированной». Только «лицензированные» дендритные клетки могут активировать T-киллеры. Лицензирование дендритных клеток происходит в результате взаимодействия B7 и CD40 на их поверхности с CD28 и CD154 на поверхности T-клетки соответственно. В составе комплекса с MHC I или II класса могут быть представлены только некоторые эпитопы в составе поглощённого антигена. Такие эпитопы называют иммунодоминантными.

## Клиническое значение
АПК имеют противоопухолевые свойства, так как заставляют B-клетки и T-киллеры производить антитела против опухолевых клеток или непосредственно уничтожать их соответственно. Особую роль в борьбе с опухолями играют дендритные клетки, презентирующие T-клеткам опухолевые антигены. Некоторые виды иммунотерапии рака подразумевают лечение пациента повышенным количеством дендритных клеток и T-клеток, специфичным к опухолевым клеткам. Новые методы иммунотерапии рака включают создание искусственных АПК с помощью генетической инженерии, которые направляют иммунную систему на атаку опухолевых клеток. В качестве средства лечения метастазирующего рака молочной железы или меланомы тестируется активатор АПК, известный как IMP321.